# Tricypha imperialis
Tricypha imperialis är en fjärilsart som beskrevs av Franciscus J.M. Heylaerts 1884. Tricypha imperialis ingår i släktet Tricypha och familjen björnspinnare. Inga underarter finns listade i Catalogue of Life.